# Tyler Lussi
Tyler Tompkins Lussi (Gibson Island, Maryland, Estados Unidos; 26 de enero de 1995) es una futbolista estadounidense. Juega como delantera para el North Carolina Courage de la National Women's Soccer League (NWSL) de Estados Unidos.

## Trayectoria
En 2017, el Portland Thorns seleccionó a Lussi en la tercera ronda del draft universitario de la NWSL. Debutó profesionalmente una semana después en un empate 1 a 1 contra el Houston Dash.

## Estadísticas

### Clubes
| Club                   | País           | Año             |
| ---------------------- | -------------- | --------------- |
| Portland Thorns        | Estados Unidos | 2017 - 2021     |
| Angel City FC          | Estados Unidos | 2022            |
| North Carolina Courage | Estados Unidos | 2023 - presente |